# صلاح جاسم بدن
صلاح جاسم بِدِن (عربی: صلاح جاسم بدن؛ زادهٔ ۳ ژوئیهٔ ۱۹۵۶) ورزشکار بوکس اهل عراق است. او به نمایندگی از کشورش در بازی‌های المپیک تابستانی ۱۹۸۰ شرکت کرد.